# Screaming Bloody Murder
Screaming Bloody Murder è il quinto album in studio del gruppo musicale canadese Sum 41, pubblicato il 29 marzo 2011 dalla Island Records.

## Descrizione
Il disco si differenzia molto dai precedenti della band ed è considerato il più vario in termini di sonorità, con un netto allontanamento dagli elementi tipici del pop punk dei primi album in favore di riff più pesanti, testi più oscuri e l'introduzione di archi e tastiere nelle musiche, avvicinandosi anche a sonorità inedite per la band come emo e hard rock, ma riprendendo anche gli elementi metal già collaudati in precedenti produzioni. La scrittura dell'album, secondo la critica internazionale, è stata influenzata dal divorzio del frontman della band Deryck Whibley dalla ex moglie Avril Lavigne.
L'album ha ricevuto opinioni contrastanti da parte della critica specializzata, che si è divisa tra chi ha criticato il cambio di stile del gruppo e la produzione troppo «pulita ed esagerata» e vicina alle sonorità di altri gruppi dell'epoca, e chi invece ne ha lodato l'originalità e la maturità sia nei testi che nelle musiche.
Il brano Blood in My Eyes ha valso ai Sum 41 la loro prima nomination ai Grammy Awards, venendo nominato per la miglior interpretazione hard rock/metal all'edizione del 2012.

## Tracce
Testi e musiche di Deryck Whibley, eccetto dove indicato.
1. Reason to Believe – 3:28
2. Screaming Bloody Murder – 3:24 (Whibley, Thacker)
3. Skumfuk – 3:24
4. Time for You to Go – 3:01
5. Jessica Kill – 2:50
6. What Am I to Say – 4:12
7. Holy Image of Lies (A Dark Road Out of Hell: Part I) – 3:47
8. Sick of Everyone (A Dark Road Out of Hell: Part II) – 3:05
9. Happiness Machine (A Dark Road Out of Hell: Part III) – 4:48
10. Crash – 3:19
11. Blood in My Eyes – 4:16
12. Baby You Don't Wanna Know – 3:34 (Whibley, Squire)
13. Back Where I Belong – 3:41
14. Exit Song – 1:42

Tracce bonus nell'edizione giapponese
1. Reason to Believe (Acoustic) – 2:38
2. We're the Same – 4:10

## Formazione
Sum 41
- Deryck Whibley – voce, chitarra, tastiera
- Jason McCaslin – basso, voce secondaria
- Steve Jocz – batteria, percussioni

Altri musicisti
- James Levine – piano in Crash
- Dan Chase – percussioni in Holy Image of Lies e Happiness Machine
- Gil Norton – percussioni

Produzione
- Deryck Whibley – produzione, ingegneria; missaggio in Time for You to Go, Crash, Baby You Don't Wanna Know e Exit Song
- Tom Lord-Alge – missaggio
- Chris Lord-Alge – missaggio in What Am I to Say e Back Where I Belong
- Ryan Hewitt – ingegneria
- Joe Hirst – ingegneria
- Travis Huff – ingegneria
- Ted Jensen – mastering
- Kristen Yiengst – artwork, coordinazione fotografia
- James Minchin III – fotografia

## Classifiche
| Classifica (2011)         | Posizione massima |
| ------------------------- | ----------------- |
| Australia                 | 16                |
| Australia (digital)       | 11                |
| Austria                   | 23                |
| Belgio (Fiandre)          | 75                |
| Belgio (Vallonia)         | 64                |
| Canada                    | 9                 |
| Francia                   | 25                |
| Germania                  | 23                |
| Giappone                  | 7                 |
| Italia                    | 72                |
| Paesi Bassi               | 100               |
| Regno Unito               | 66                |
| Spagna                    | 35                |
| Stati Uniti               | 31                |
| Stati Uniti (alternative) | 5                 |
| Stati Uniti (rock)        | 5                 |
| Stati Uniti (digital)     | 15                |
| Svizzera                  | 21                |

## Date di pubblicazione
| Paese         | Data          |
| ------------- | ------------- |
| Australia     | 28 marzo 2011 |
| Germania      | 28 marzo 2011 |
| Italia        | 28 marzo 2011 |
| Olanda        | 28 marzo 2011 |
| Danimarca     | 28 marzo 2011 |
| Francia       | 28 marzo 2011 |
| Nuova Zelanda | 28 marzo 2011 |
| Norvegia      | 28 marzo 2011 |
| Polonia       | 28 marzo 2011 |
| Portogallo    | 28 marzo 2011 |
| Russia        | 28 marzo 2011 |
| Spagna        | 28 marzo 2011 |
| Svezia        | 28 marzo 2011 |
| Canada        | 29 marzo 2011 |
| Regno Unito   | 29 marzo 2011 |
| India         | 29 marzo 2011 |
| Stati Uniti   | 29 marzo 2011 |
| Argentina     | 30 marzo 2011 |
| Brasile       | 30 marzo 2011 |
| Giappone      | 6 aprile 2011 |